# Янів Катан
Янів Катан (івр. יניב קטן; нар. 27 січня 1981) — колишній ізраїльський футболіст, який професійно грав за «Маккабі» з Хайфи на позиції нападника та вінгера. Він провів 31 матч за збірну Ізраїлю та забив п'ять голів.

## Особисте життя
Катан народився у місті Кір'ят-Ата, Ізраїль, і є євреєм.

## Клубна кар'єра
У грудні 2005 року Катан підписав чотирирічний контракт з «Вест Гем Юнайтед», де він приєднався до свого товариша по збірній Йоссі Бенаюна. Трансфер, який був офіційно завершений під час трансферного вікна січня 2006 року, включав знижену ціну в розмірі 100 000 фунтів стерлінгів, оскільки у Катана залишалося лише шість місяців до кінця його контракту з «Маккабі». Він провів вісім матчів, у тому числі шість з лави запасних, за «Вест Гем».
Наприкінці сезону 2005—2006 років Катан повернувся в оренду до клубу «Маккабі Хайфа» з метою перейти назавжди після того, як Алан Пард'ю, як повідомляється, сказав йому, що він більше не входить у його плани. Він повернувся до Ізраїлю і підписав постійний контракт, підписавши нову угоду на 4 роки з «Хайфою».
Після 25 років у «Маккабі Хайфа», 19 червня 2014 року Катан вирішив завершити кар'єру гравця.

## Досягнення
«Маккабі Хайфа»
- Прем'єр-ліга Ізраїлю
  - Переможець (6): 2000–2001, 2001–2002, 2003–2004, 2004–2005, 2008–2009, 2010–2011
  - Віце-чемпіон (5): 1999—2000, 2002–2003, 2009–2010, 2012–2013
- Кубок Тото
  - Переможець (3): 2002–2003, 2005–2006, 2007–2008
- Кубок Ізраїлю
  - Віце-чемпіон (4): 2002, 2009, 2011, 2012

«Вест Гем Юнайтед»
- Кубок Англії
  - Віце-чемпіон (1): 2006